# Михайловка (Томаковский район)
Миха́йловка (укр. Михайлівка) — село,
Михайловский сельский совет,
Томаковский район,
Днепропетровская область,
Украина.
Код КОАТУУ — 1225486601. Население по переписи 2001 года составляло 426 человек.
Является административным центром Михайловского сельского совета, в который, кроме того, входят сёла
Гарбузовка,
Новокатещино и
Чайки.

## Географическое положение
Село Михайловка находится на левом берегу реки Томаковка,
выше по течению на расстоянии в 4 км расположено село Ручаевка (Запорожский район),
ниже по течению на расстоянии в 3 км расположено село Томаковка.

## История
- На территории села найден клад бронзовых изделий эпохи поздней бронзы (конец II тыс. до н. э.).
- Село было основано в конце XVII века.
- С 1802 года село называлось Стрюково.
- В 1861 году переименовано в село Стрюково-Михайловка.
- В 1919 году переименовано в село Михайловка.

## Экономика
- ФХ «Ждан А. О.».

## Объекты социальной сферы
- Школа I—II ст.
- Фельдшерский пункт.
- Дом культуры.

## Достопримечательности
- Памятник 126 детям Михайловского детского дома, расстрелянным фашистами в годы Великой Отечественной войны.